# Tre små kinesere (film)
|  | Denne artikel er oprettet af botten Steenthbot ud fra en ekstern database. Den kan derfor have sproglige fejl eller mangler. Denne skabelon kan fjernes efter kontrol af indholdet. |

Tre små kinesere er en dansk kortfilm fra 1985 instrueret af Frans Lauridsen og efter manuskript af Marie Louise Lefèvre.

## Handling
Den 16-årige Helle fra Nordjylland er dygtig til gymnastik. Så dygtig at hun er med i eliten og konkurrerer om Jyllandsmesterskabet. Filmen fortæller historien om Helle og Ida, hendes veninde og værste konkurrent. Begge paces frem af træner og familie og begge overvejer om det er prisen værd.

## Medvirkende
- Dorthe Christensen
- Lone Ibsen
- Nanna Laursen
- Vagn Larsen
- Kim Cramer
- Mikael Jensen
- Kirsten Lund
- Mikkel Clausen
- Marie Louise Lefèvre
- Noe Munck
- Helen Christensen
- Helle Venning
- Finn Dun
- Poul Jensen
- Else Christensen